# Радиня
Радиня (пол. Radynia, нім. Raden) — село в Польщі, у гміні Ґлубчиці Ґлубчицького повіту Опольського воєводства.
Населення — 155 осіб (2011).

## Демографія
Демографічна структура станом на 31 березня 2011 року:
|          | Загалом | Допрацездатний вік | Працездатний вік | Постпрацездатний вік |
| -------- | ------- | ------------------ | ---------------- | -------------------- |
| Чоловіки | 65      | 7                  | 48               | 10                   |
| Жінки    | 90      | 8                  | 41               | 41                   |
| Разом    | 155     | 15                 | 89               | 51                   |